# 레딩 유나이티드 AC
레딩 유나이티드 AC(Reading United A.C.)는 미국 펜실베이니아주 레딩을 연고로 하는 축구팀으로 1995년 리딩 레이지라는 이름으로 창단한 뒤 필라델피아 유니언과 제휴 관계를 맺고 현재의 이름으로 변경했으며 USL 리그 2 소속이다.